# Werner Filmer
Werner Filmer (* 16. Mai 1934 in Iserlohn) ist ein deutscher Journalist, Schriftsteller und Autor.

## Leben
Werner Filmer war leitender Redakteur beim Westdeutschen Rundfunk. Zuletzt im Fernsehen als stellvertretender Chefredakteur Politik und Zeitgeschehen neben Fritz Pleitgen sowie als Leiter des Programmbereichs Kultur und Wissenschaft. Er produzierte eine große Anzahl von Fernsehdokumentationen und Reportagen und erhielt zahlreiche Auszeichnungen und Preise. Als sachkundiger unabhängiger Autor schrieb er politische Sachbücher und publizierte als Koautor Biografien, häufig zusammen mit Heribert Schwan, darunter über Weizsäcker, Kohl, Genscher, Rau und Schäuble. Daneben schrieb Filmer bis in die 1980er Jahre erzählende Texte, Gedichte und Hörspiele.
Filmer war in seiner Jugend aktiver St. Georgs-Pfadfinder (DPSG) und hat die Eindrücke seiner Fahrten in Liedtexten und Erzählungen verarbeitet.
Filmer lebt heute in Bergisch Gladbach und verbringt einen großen Teil des Jahres in der Provence. Zuletzt schrieb er dort die Biografie der größtenteils vergessenen deutschen Bildhauerin Marg Moll, der Großmutter seiner Frau Iris Filmer.

## Auszeichnungen
- 1973: Ernst-Schneider-Preis, Fernsehen, Große Wirtschaftssendung: Monte Carlo ohne Musik
- 1981: Ernst-Schneider-Preis, Fernsehen, Große Wirtschaftssendung: Kraftproben: Er hat alles riskiert
- 1984: Adolf-Grimme-Preis, ehrende Anerkennung (Buch und Regie) für Die verdrängte Gefahr: Was von Hitler blieb – Neonazismus heute[3]
- 1985: Ernst-Schneider-Preis, Fernsehen, Große Wirtschaftssendung: Deutschlandbilder: Unter dem Hammer

## Werke
- Orion und 41. Augsburg 1961
- Spiele für uns. Düsseldorf 1961
- Streifzüge. Augsburg 1963
- Das Spiel vom Knaben Georg. Düsseldorf 1964
- Zelt, meine Welt. Augsburg 1967
- Hännes jagt mit Tschik durch Köln. Augsburg 1978 (zusammen mit Klaus Burandt)
- Caspar’s heiße Nacht in Essen. Augsburg 1981 (zusammen mit Micha Köck)
- Was von Hitler blieb. Frankfurt/M. [u. a.] 1983 (zusammen mit Heribert Schwan)
- Helmut Kohl. Düsseldorf [u. a.] 1985 (zusammen mit Heribert Schwan)
- Richard von Weizsäcker – Profile eines Mannes. München 1985, Droemer, ISBN 3-426-03796-3
- Johannes Rau. Düsseldorf [u. a.] 1986 (zusammen mit Heribert Schwan)
- Lothar Späth. Düsseldorf [u. a.] 1987 (zusammen mit Heribert Schwan)
- Hans-Dietrich Genscher. Düsseldorf [u. a.] 1988 (zusammen mit Heribert Schwan)
- Zwischen Dir und mir der Ozean. Bergisch Gladbach 1988
- Norbert Blüm. Düsseldorf [u. a.] 1990 (zusammen mit Heribert Schwan)
- Oskar Lafontaine. Düsseldorf [u. a.] 1990 (zusammen mit Heribert Schwan)
- Opfer der Mauer. München 1991 (zusammen mit Heribert Schwan)
- Susanne Fleer: Abschied vom Leben. München 1991
- Wolfgang Schäuble. München 1992 (zusammen mit Heribert Schwan)
- Roman Herzog. München 1994 (zusammen mit Heribert Schwan)
- Traumziele, Malpartida – auf den Spuren von Wolf Vostell. München 1994 (zusammen mit Ernst – Michael Wingens über das Museo Vostell Malpartida in Spanien)
- Mein Vater. München 1995
- Die Harzreise. Hamburg 1997 (zusammen mit Walter Mayr)
- Marg Moll. München 2009

## Herausgeberschaft
- Was heißt für mich Frieden. Oldenburg [u. a.] 1982 (herausgegeben zusammen mit Heribert Schwan)
- Leben vor sich haben. Würzburg 1983
- Richard von Weizsäcker – Profile eines Mannes. Econ-Verlag, Düsseldorf/Wien 1984 (herausgegeben zusammen mit Heribert Schwan)
- Verzichten lernen. Frankfurt/M. [u. a.] 1984 (herausgegeben zusammen mit Heribert Schwan)
- Alltag im anderen Deutschland. Düsseldorf [u. a.] 1985 (herausgegeben zusammen mit Heribert Schwan)
- Mensch, der Krieg ist aus. Düsseldorf [u. a.] 1985 (herausgegeben zusammen mit Heribert Schwan)
- Meine Mutter. Düsseldorf [u. a.] 1989 (herausgegeben zusammen mit Heribert Schwan)
- Begegnungen mit Richard von Weizsäcker. München 1993 (herausgegeben zusammen mit Heribert Schwan)
- Besiegt, befreit … München 1995 (herausgegeben zusammen mit Heribert Schwan)